# Паницово
Панѝцово е село в Източна България. То се намира в община Несебър, област Бургас.
През 2021 г. е включено в общ референдум за преминаване към нова община Обзор, но по-голямата част от участниците в него от селото гласуват против. 

## География
Село Паницово се намира в планински район близо до небезизвестното село Козичино, през него минава Дюлински проход и другия път за Варна. Намира се на 21 km от Обзор, на 36 km от общинския център Несебър и на 51 km от областния център Бургас.

## История
Старото име на селото е Алчáк дерé, назовавано още Алчак махлé, преименувано през 1910 г. на Паницово. Разположено е непосредствено на Дюлинския проход и по него минава шосе, което до прекарването на крайбрежния път Несебър – Слънчев бряг – Обзор – Варна е най-пряката и единствената шосейна връзка между Бургас и Варна.
През Паницово минавал и стар римски път. Южно от селото се намира преградният окоп със зидана стена, наречен Гермето. Там, където Гермето пресича шосето, южно от селото, има градище – останки от антично селище. Там се намират фрагменти от древногръцка керамика от V–IV век пр. н. е.,  както и следи от градежи, силно повредени и видимо почти заличени поради работеща на същото място дълги години кариера за добив на камъни за строителни нужди. Много камъни за градеж са извлечени там и от населението, което ги ползва като строителен материал. Така са били заличени съхранените до края на XIX в. основи и стени от стари сгради. Във високия североизточен край на селището се намират останки на църква от края на IV век, опожарена в началото на VII век. 
На сегашното си място, което се е наричало Чомлека, селото се намира от 1927 г. Преди това то е било в местността Алчак дере, южно от сегашното му място и в близост до изградения през 2004 г. манастир (параклис) с аязмо ”Св. Константин и Елена". Някога то е било малка махаличка при дола Алчак дере, населена само от няколко турски семейства, обитаващи 6 – 7 колибарски къщи. Според преданието един ден, когато кадъните перели дрехи на реката, от гората при тях слезли български хайдути и започнали да ги разпитват за селото им. Жените разказали уплашени за тази случка на мъжете си и те, след като се съвещавали, решили да поканят няколко български семейства от съседното село Еркеч, за да ги пазят от българските хайдути, а те от своя страна щели да пазят българите от черкезите. Успели да привлекат няколко български семейства, на които селяните от Алчак махле построили и къщи. Селото пострадва през 1877 г. черкезки нападения. Когато по време на Освободителната война руските войски наближили Стара планина, турските семейства от Алчак махле напуснали селото и се изселили на юг. На тяхно място се заселили още български семейства от Еркеч. През 1890 г. в него живеят 189 души, само българи.
Алчак дере е преименувано на Паницово в чест на майор Коста Атанасов Паница (1857 – 1890), който пътувайки служебно от Бургас за Варна, останал няколко дни в селото, след което направил дарение и взел едно бедно момче да го изучи в София. Признателните жители издигат каменна чешма в селото, посветена на майор Паница. През 1921 г. селото е изместено от дерето на билото, където то се намира и сега. След 50-те години на XX в. населението на Паницово започва да намалява силно, независимо че е разположено сравнително недалеч от морския бряг, с който го свързва само черен път.

## Население

### Етнически състав
Преброяване на населението през 2011 г.
Численост и дял на етническите групи според преброяването на населението през 2011 г.:
|                     | Численост |
| Общо                | 65        |
| Българи             | 63        |
| Турци               | -         |
| Цигани              | -         |
| Други               | -         |
| Не се самоопределят | -         |
| Неотговорили        | 2         |

## Религии
Има православна църква, отворена на големи национални празници.